# 馬克爾海崖
馬克爾海崖（英語：Muckle Bluff），是南極洲的海崖，位於南設得蘭群島的象島南岸，處於沃克角以西9公里，由英國探險隊繪入地圖，現時由南極條約體系管理。
61°9′S 54°52′W / 61.150°S 54.867°W